# Inez Milholland

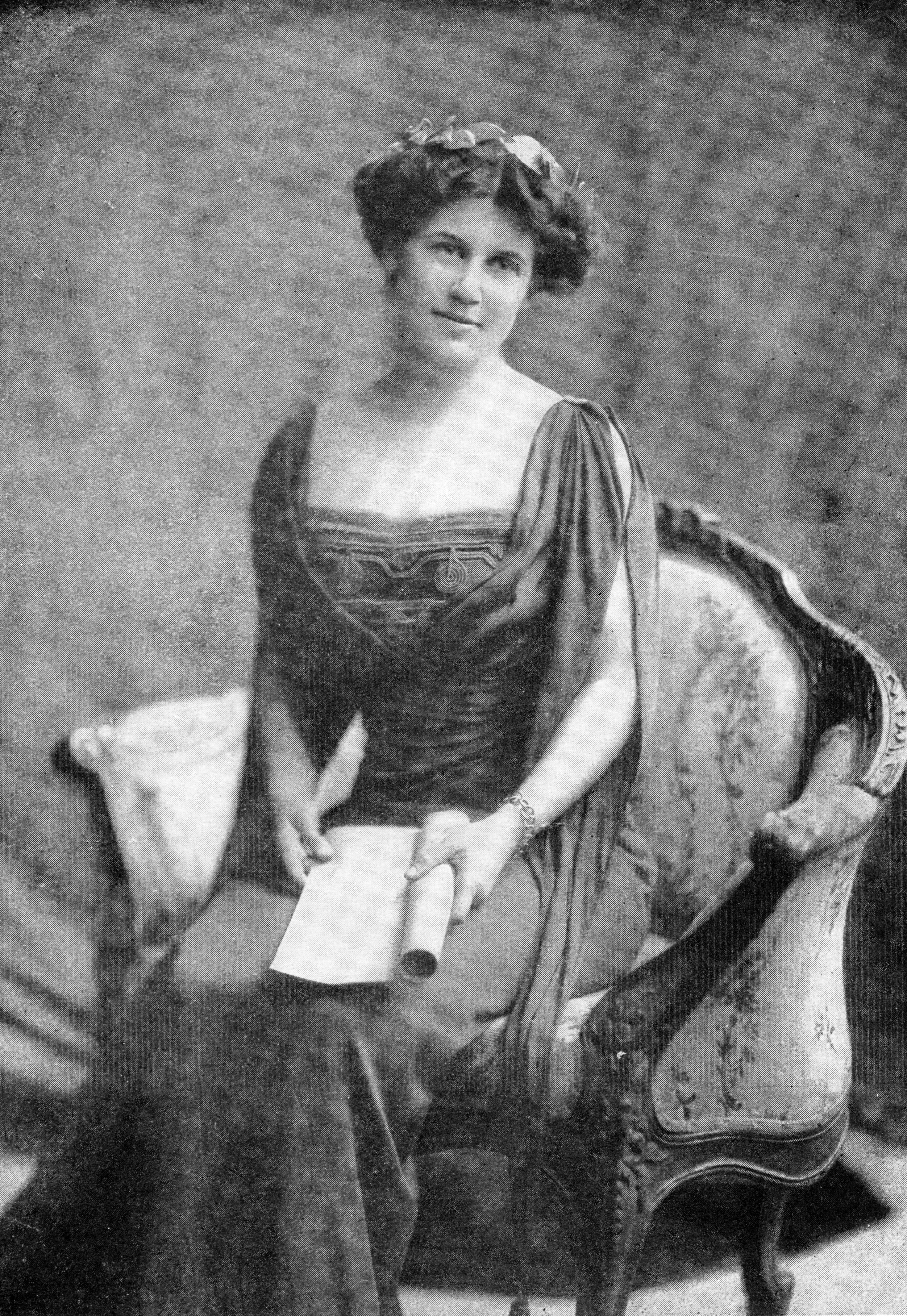
Inez Milholland (um 1911)

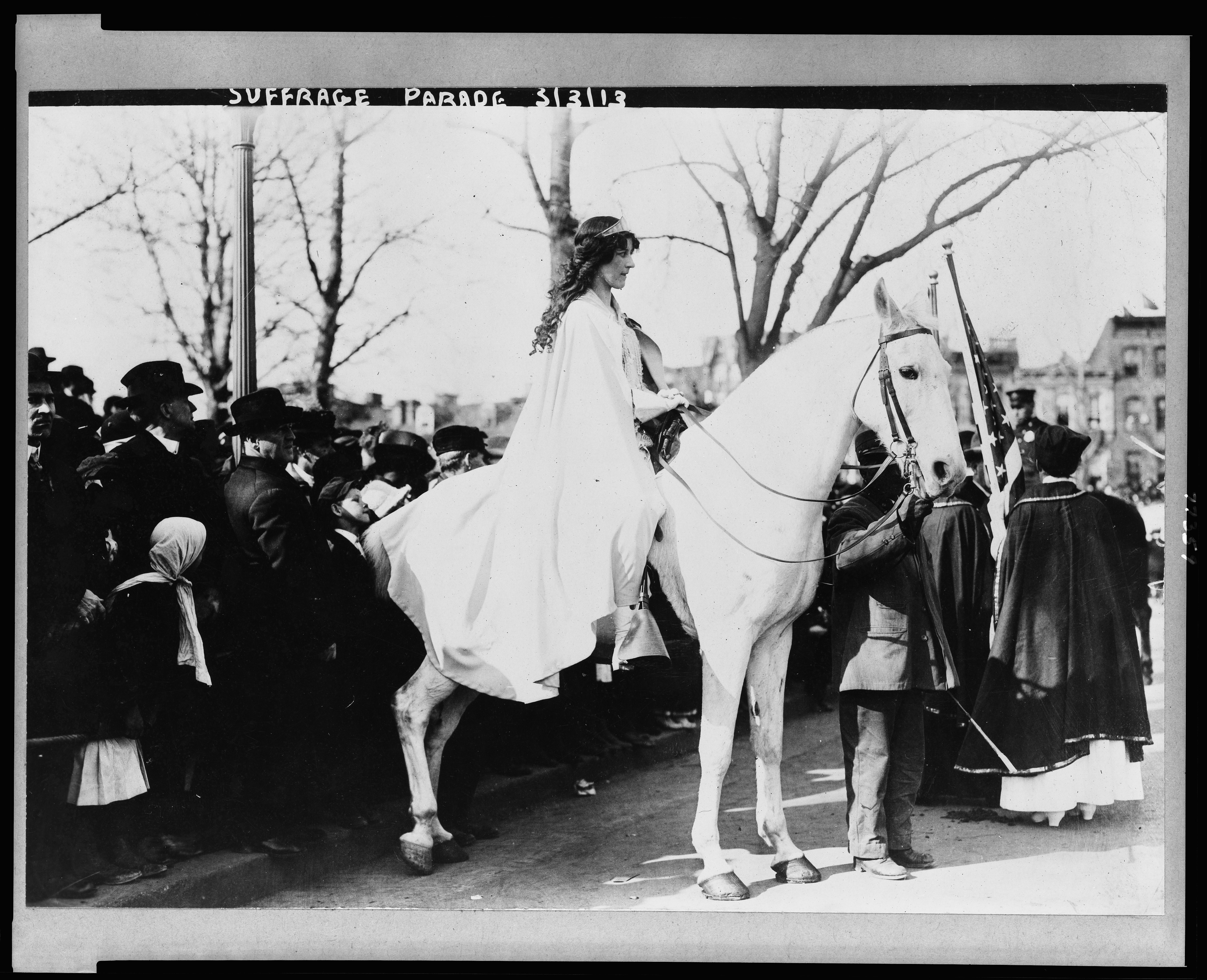
Inez Milholland bei der Frauenrechtsparade am 3. März 1913

Inez Milholland Boissevain (* 6. August 1886 in Brooklyn; † 25. November 1916 in Los Angeles) war eine US-amerikanische Suffragette (Frauenrechtlerin), Kriegsberichterstatterin und Anwältin für Arbeitsrecht. Sie hatte einen großen Einfluss auf die Frauenrechtsbewegung der Vereinigten Staaten. Milholland war Mitglied der National Woman’s Party (Nationale Frauenpartei), deren Ziel es war, für Frauen das Wahlrecht durchzusetzen. Sie war Mitorganisatorin einer großen Frauenrechtsparade am 3. März 1913 in Washington, D.C.

## Familie und Ausbildung
Ihre Kindheit verbrachte Milholland in Brooklyn. Sie war die älteste Tochter von John Elmer und Jean (Torrey) Milholland. Die wohlhabenden Eltern hatten noch eine weitere Tochter (Vida) und einen Sohn (John). John Elmer Milholland war Leitartikler und Reporter bei der New-York Tribune. In New York City besuchte Inez Milholland die Grammar School. Die High School absolvierte sie in London. In Berlin besuchte sie die Willard-Schule. In den USA besuchte sie anschließend das Vassar College. Nach ihrem dortigen Abschluss versuchte sie einen Studienplatz für Rechtswissenschaften in Yale, Harvard, Cambridge und der Columbia University zu bekommen. An allen vier Universitäten wurde sie wegen ihres Geschlechts abgelehnt. Daher besuchte sie schließlich die juristische Fakultät der New York University, wo sie 1912 als Bachelor of Laws ihr Studium abschloss. 1913 heiratete sie  Eugen Jan Boissevain (1880–1949).

## Berufliche Karriere
Milholland übte verschiedene Berufe aus. Nach ihrem Studium trat sie einer Anwaltskanzlei bei und behandelte Kriminal- und Scheidungsfälle. In einem ihrer ersten Fälle untersuchte sie die Haftbedingungen im Sing Sing, einem Hochsicherheitsgefängnis in New York. Zu dieser Zeit war Kontakt zwischen Frauen und männlichen Gefängnisinsassen verpönt, Millholland bestand jedoch darauf, die Insassen persönlich zu befragen, um die schlechten Haftbedingungen aufzudecken.
Zu Beginn des Ersten Weltkriegs arbeitete Milholland als Kriegsberichtserstatterin aus Italien. Ihre kriegskritischen Artikel wurden von der italienischen Regierung zensiert und führten letztendlich zur Ausweisung Milhollands aus Italien.

## Suffragetten-Parade am 3. März 1913

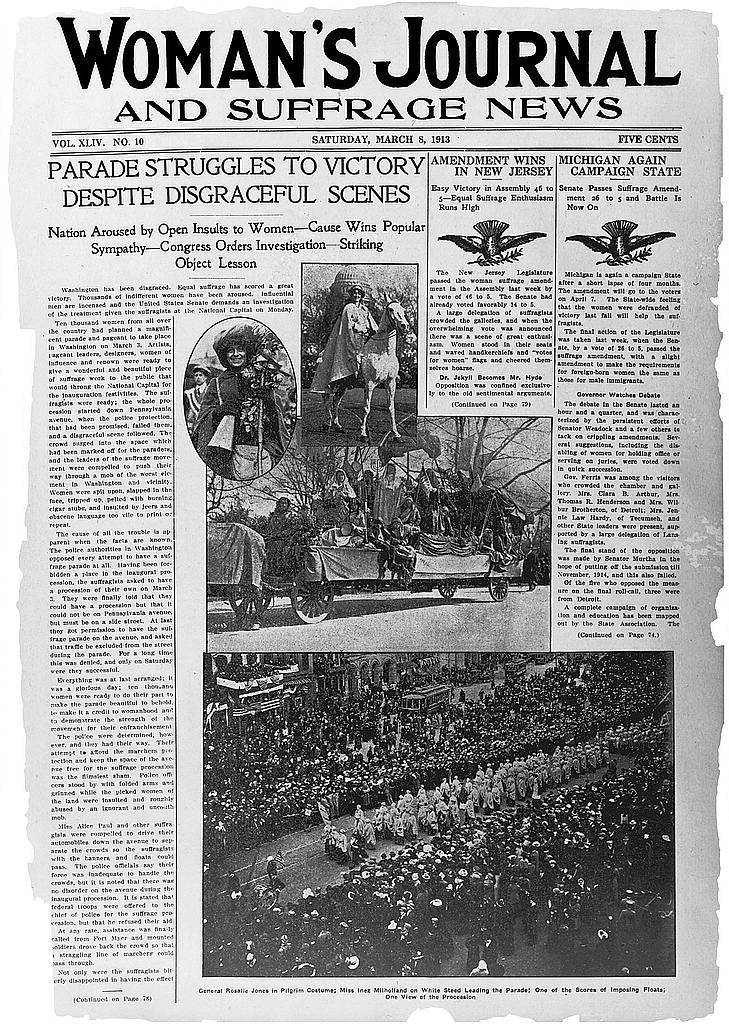
Titelseite des Woman's Journal and Suffrage News vom 8. März 1913. Dargestellt sind Rosalie Gardiner Jones, Inez Milholland auf einem weißen Pferd, Festwagen und eine Luftaufnahme der Woman Suffrage Parade von 1913

Am 3. März 1913, einen Tag vor der Amtseinführung von Präsident Woodrow Wilson, ritt Milholland mit langem weißen Umhang und einer Sternenkrone auf dem Kopf auf einem Schimmel an der Spitze der Suffragetten-Parade in Washington. Über 5000 Suffragetten zogen vom Kapitol bis zum Finanzministerium. Als Wilson an diesem Tag nach Washington kam, nahm kaum jemand „Notiz von seinem Automobil, als es durch die stillen Straßen brauste, und nur wenige applaudierten, als er sein Hotel erreichte“, schrieb die New York Times. Ein enttäuschter Wilson soll gefragt haben: „Wo sind all die Leute?“

## Tod
Am 23. Oktober 1916 kollabierte Milholland während einer Rede gegen Woodrow Wilson in Los Angeles infolge einer Pernizösen Anämie. Ab dem 25. Oktober wurde sie im Good Samaritan Hospital behandelt und starb dort am 25. November 1916.